# Association interprofessionnelle de la filière palmier à huile
L'Association interprofessionnelle de la filière palmier à huile (AIPH) a été créée en 2003 à la suite de la libéralisation de la filière palmier à huile et reconnue comme une assocciation interprofessionnelle agricole (AIO) par le Ministère de l'Agriculture et du Développement Rural selon le décret n°2015-127 du 04 mars 2015. 

## Historique
L'idée de la création de l'AIPH (Association Interprofessionnelle de la filière Palmier à Huile de Côte d'Ivoire) remonte au début des années 2000, à un moment où la filière huile de palme était confrontée à d'énormes difficultés. L'AIPH fédère tous les acteurs de la filière du palmier à huile en Côte d'Ivoire,,. 

## Mission
L'AIPH est promoteur d'un esprit de solidarité dans la filière de palmier à huile en Côte d'Ivoire. L'une des missions premières de l'Association Interprofessionnelle de la Filière du Palmier à Huile est la mise en place d'un mécanisme de fixation consensuel des prix de l'huile de palme brute et du régime de palme. Ce mécanisme permet de determiner les prix à partir du coût de l'huile de palme à l'international et du taux d'échange entre le dollar et le franc cfa (XOF),.